# 魏善庄镇
魏善庄镇是中国北京市大兴区下辖的一个镇，位于黄村卫星城南六公里处，坐落在南中轴之上，地理位置优势明显，距离天安门25公里，距大兴国际机场20公里，首善之地。
该镇东部有京台高速公路过境，中部有南中轴路、魏石路纵贯，同时有京沪铁路、京沪高速铁路和并行的黄徐路斜穿，北部有魏永路，西部则为大兴机场高速公路、京雄城际铁路和京九铁路。

## 历史
2000年，原大兴县魏善庄乡与半壁店乡合并为魏善庄镇。
2017年7月27日，住建部公示第二批中国特色小镇，魏善庄镇入围。

## 行政区划
魏善庄镇下辖39个村委会：
后大营村、吴庄村、西芦垡村、东芦垡村、韩村、羊坊村、查家马房村、伊庄村、兴隆庄村、北研垡村、车站村、魏善庄村、王各庄村、穆园子村、赵庄子村、崔家庄一村、崔家庄二村、河北辛庄村、河南辛庄村、大刘各庄村、东枣林庄村、西枣林庄村、三顺庄村、陈各庄村、北田各庄村、南田各庄村、后苑上村、前苑上村、岳家务村、魏庄村、半壁店村、西南研垡村、东南研垡村、大狼垡村、西沙窝村、东沙窝村、李家场村、刘家场村和张家场村。

## 交通
- 京九铁路：西枣林站